# Lanao del Sur

Prowincja Lanao del Sur na mapie Filipin

Lanao del Sur – prowincja na Filipinach, położona w środkowej części wyspy Mindanao.
Od zachodu granicę wyznacza Zatoka Moro, od północy prowincja Lanao del Norte, od wschodu prowincje Bukidnon, od południa prowincje Cotabato i Shariff Kabunsuan. Powierzchnia: 12 051,9 km². Liczba ludności: 1 138 544 mieszkańców (2007). Gęstość zaludnienia wynosi 94,5 mieszk./km². Stolicą prowincji jest Marawi.